# Anastasia Kostina
Anastasia "Ana" Kostina (Russisch: Анастасия "Анна" Костина) (1985?) is een golfster uit Nachabino, Rusland. 
Het toeval wilde dat Anastasia en haar twee jaar oudere zusje Maria op tien minuten afstand van de Moscow Country Club opgroeiden, in 1994 de eerste golfclub van Rusland. Beide zusjes werden lid van het nationale team. Beiden studeerden aan de Washington State University, speelden college golf voor de Cougars en woonden in het nabijgelegen stadje Moscow. Beiden zijn ze na hun studie professional geworden.

## Amateur

### Gewonnen
- 2005: Russisch Amateur
- 2006: Duck Invitational (tie)

### Teams
- ELTK meisjes: 2000, 2001
- ELTK dames: 2002 (met Maria Verchenova)
- Espirito Santo Trophy: 2002, 2004, 2006

## Professional
Ana Kostina werd in 2006 professional. Ze speelde in 2007 op de Duramed Futures Tour en was in 2007 de eerste Russische speelster die de finale op de  LPGA Tourschool haalde. 
In 2007 kwalificeerde Maria zich als eerste Russische ooit voor het US Women's Open, Anastasia ging mee als haar caddie. Hun moeder kreeg geen visum. 
In mei 2012 won zij het GolfStream Ladies Open in Kiev met een voorsprong van vier slagen op de Belgische Bénédicte Toumpsin. Zij is de eerste Russische winnares op de Ladies European Tour en de LET Access Series. Als beloning mocht zij twee toernooien op de Ladies Tour spelen: het Deloitte Ladies Open op Golfclub Broekpolder en de Praag Golf Masters.

### Gewonnen
LET Access Series
- 2012: GolfStream Ladies Open (75-70-70) in Kiev